# Dag Hammarskjölds haveriplats

Dag Hammarskjölds haveriplats är ett minnesmärke på den plats där Dag Hammarskjöld, generalsekreterare i FN (1953-1961), omkom den 17 september 1961. Detta skedde när planet Hammarskjöld färdades med havererade, under en flygning mellan Kongo-Léopoldville (nuvarande Kongo-Kinshasa) och Nordrhodesia (nuvarande Zambia). Där skulle han träffa Katangarebellernas ledare Moïse Tshombe. Platsen där planet havererade ligger 10 km sydväst om Ndola, i provinsen Copperbelt i Zambia.
År 1964, efter att Zambia blivit självständigt, byggdes en väg till platsen och ett minnesmärke skapades.. 1970 fick minnesmärket status som ett nationalmonument av typen historiskt landmärke.
Minnesmärket består av en trädgård med ett röse i dess mitt omgiven av en gräsmatta och en ring av buskar och träd i en yttre cirkel. Här finns också ett museum som öppnade 1981.

## Tentativt världsarv
Den 11 juni 1997 sattes minnesmärket upp på Zambias tentativa världsarvslista.